# Курашов Сергій Володимирович
Сергій Володимирович Курашов (14 жовтня 1910, село Ключики (Ключі) Єлатомського повіту Тамбовської губернії, тепер Сасовського району Рязанської області, Російська Федерація — 27 серпня 1965, місто Москва) — радянський психіатр, міністр охорони здоров'я СРСР, міністр охорони здоров'я РРФСР, директор Казанського медичного інституту. Кандидат у члени ЦК КПРС у 1961—1965 роках. Депутат Верховної Ради РРФСР 4-го скликання. Депутат Верховної Ради СРСР 5—6-го скликань. Кандидат медичних наук, доцент. Доктор медичних наук (1963). Член-кореспондент Академії медичних наук (АМН) СРСР (з травня 1965 року).

## Життєпис
Народився в родині робітника-залізничника. У 1924—1926 роках навчався в місті Пензі в єдиній трудовій школі I і II ступенів імені Зінов'єва.
З 1926 року навчався на медичному факультеті Саратовського університету. З 1929 року працював фельдшером.
У 1931 році закінчив медичний факультет Казанського університету.
З 1931 року — лікар-ординатор, асистент, доцент кафедри психіатричної клініки Казанського медичного інституту, в 1936—1941 роках — головний лікар, директор Казанської психіатричної лікарні.
Член ВКП(б) з 1938 року.
У травні 1941 — березні 1942 року — директор Казанського медичного інституту.
У 1942—1946 роках — заступник народного комісара охорони здоров'я Російської РФСР.
У 1946—1950 роках — начальник Головного управління курортів і санаторіїв Міністерства охорони здоров'я СРСР.
У 1950—1953 роках — заступник директора Центрального інституту удосконалення лікарів.
У 1953—1955 роках — заступник міністра охорони здоров'я СРСР.
26 березня 1955 — 12 січня 1959 року — міністр охорони здоров'я Російської РФСР.
Одночасно з 1955 року — завідувач кафедри організації охорони здоров'я 1-го Московського медичного інституту.
12 січня 1959 — 27 серпня 1965 року — міністр охорони здоров'я СРСР.
Основні праці присвячені організації охорони здоров'я, охорони здоров'я дітей і підлітків, розвитку курортної справи, закордонній системі охорони здоров'я. Редактор багатотомного видання «Законодавство з охорони здоров'я СРСР». У 1962 році обиравсся президентом 15-ї Всесвітньої асамблеї Всесвітньої організації охорони здоров'я в місті Женеві.
Помер 27 серпня 1965 року після тривалої і важкої хвороби. Після смерті був кремований, прах поміщений в урні в Кремлівській стіні на Красній площі в Москві.

## Нагороди і звання
- орден Леніна
- орден Трудового Червоного Прапора
- два ордени «Знак Пошани»
- медалі
- заслужений лікар Татарської АРСР (1940)